# Beat Kuert
Beat Kuert (Zúric, 3 de novembre de 1946) és un director de cinema, productor de cinema i guionista suís considerat per molts crítics, com el periodista Ernst Buchmüller i el productor de cinema Johannes Bösiger, un dels innovadors més agosarats de la seva generació.

## Biografia
Va estudiar arts visuals de manera autodidacta als anys 60 i 70 a Zuric, puix que considerava que les escoles de cinema d'aquella època pretenien transmetre i ensenyar ideologies obsoletes i que calia inspirar-se en el carrer, trencant les barreres tradicionals entre intel·lectuals i treballadors, entre creatius i públic. Va optar per fer el seu primer llargmetratge en un entorn natural buscant un punt de vista introspectiu. Entre 1968 i 1970 va treballar per la companyia Turnus Film AG de Zuric com a editor i director. El 1971, durant un viatge de nou mesos a Amèrica Llatina, va rodar el seu primer llargmetratge documental, Ein Erfolg unserer Entwicklungshilfe, que analitzava l'evolució política del continent. El 1974 va debutar com a director amb el llargmetratge Mulungu, basat en una llegenda de la Suïssa germanòfona on, després d'un accident a una glacera, un arquitecte es troba contínuament amb un cabrer sacrificat al déu cabra Mulungu. Aquest mite seguirà sent un tema recurrent per a Kuert.
Des de començaments de la dècada del 1980 es va guanyar una reputació com a director i productor experimental amb un repertori basat en l'experimentació i manipulació d'imatges. La majoria dels seus contes es basen en obres literàries que tracten el tema del temps. A Warten auf, un curt basat en el drama Tot esperant Godot de Samuel Beckett, Kuert dona una interpretació del concepte de temps com l'espera eterna d'alguna cosa que no arriba mai. El 1985 va deixar Zuric i amb altres directors i productors va fundar Al Castello, una productora independent amb seu a Arzo, al sud de Suïssa.
El 1996 Kuert va dirigir diversos documentals centrats en algunes de les figures clau de l'arquitectura contemporània: Jean Nouvel, Mario Botta, Herzog & de Meuron, Luigi Snozzi, Max Dudler.
Del 2000 al 2006 Kuert va ensenyar a l'escola de documentals i televisió Zelig a Bolzano i va ser professor d'arts visuals a la Universitat de Ciències Aplicades i Arts del Sud de Suïssa a Lugano. Kuert considera important construir el seu art com un contenidor creatiu que, a partir de la seva concepció, inclou la integració interdisciplinària lliure i contínua dels diferents llenguatges artístics –videoart, performance en directe, poesia, música, fotografia– per produir un esdeveniment complex i complet. L'any 2005, després d'haver produït i dirigit la pel·lícula experimental Tres artistes, Kuert va reunir un grup d'intèrprets, músics, fotògrafs, ballarins i actors i va establir la seva seu a Arzo (Suïssa) per concebre, produir i desenvolupar nous projectes. Va fundar dust&scratches, un laboratori artístic que representa un punt de connexió entre diferents energies.
El treball de Kuert va continuar amb importants instal·lacions incloses a Personal Structures / Crossing Borders, esdeveniments col·laterals de la Biennal d'Art de Venècia en la qual, a més d'aprofundir en els temes ja àmpliament explorats en les dècades anteriors, s'acosta a nous nuclis temàtics com els de l'al·lucinació i el desig. El 2015 presenta FaultLine / TimeLine al palazzo Bembo i el 2017, a la mateixa localització, GOOD MORNING DARKNESS. El novembre del mateix any va ser el protagonista de l'esdeveniment Processualità ideative e attuative di un libro d’artista celebrada al Biblioteca Nazionale Braidense de Milà durant la qual presenta el seu darrer llibre Beat Me, A Pictorial Requiem. Va prendre part a la fira MIA Photo, la primera i més important fira d'art dedicada a la fotografia i la imatge en moviment a Itàlia el març de 2018 amb el projecte Quella Croce Bianca

## Vida privada
El 1979 es va casar amb la productora de televisió Barbara Riesen amb qui té un fill, el director i guionista Lucius C. Kuert.

## Filmografia
- Lulla - curtmetratge (1966)
- Eine Welt wie Barbara - curtmetratge (1967)
- Ein Erfolg unserer Entwicklungshilfe - documental (1971)
- Mulungu (1974)
- Schilten (1979)
- Die Zeit ist böse (1982)
- Pi-errotische Beziehungen (1982)
- Martha Dubronski (1984)
- Deshima (1986)
- L'assassina (1989)
- Der Grossinquisitor - telefilm (1991)
- Hanna & Rocky (1993)
- Am Ende der Zeit (1998)
- Jean Nouvel - Ästhetik des Wunderbaren - documental (1998)
- Architects Herzog and De Meuron: Tate Modern - cuetmetratge documental (2000)
- Architects Herzog and De Meuron: Alchemy of Building - documental (2002)[18][19]
- Architectour de Suisse - sèrie de televisió (2002)
- Ichliebemich (Alex Sadkowsky) - documental (2003)[20]
- La nuova Scala - cortometraggio documentario (2005)[21]
- Berg und Geist - sèrie de televisió (2004–2014)[22]